# Гуго Віндіш-Грецький (1854—1920)
Гуго Веріанд Александр Вільгельм Альфред Віндіш-Грецький (нім. Hugo zu Windisch-Graetz), (нар. 17 листопада 1854 — пом. 15 травня 1920) — 3-й князь цу Віндіш-Грец, син 2-го князя цу Віндіш-Грец Гуго та принцеси Мекленбург-Шверіну Луїзи.

## Біографія
Гуго народився 17 листопада 1854 року у Флоренції. Він був третьою дитиною та єдиним сином в родині принца Гуго цу Віндіш-Греца та його першої дружини Луїзи Мекленбург-Шверінської. Хлопчик мав старших сестер Александру та Ольгу, а згодом народилась молодша — Марія.
Матір померла, коли Гуго ще не виповнилося п'яти. У жовтні 1867 його батько успадкував титул князя цу Віндіш-Грец. Незадовго перед цим він одружився вдруге із Матильдою Радзивілл, донькою несвижського ордината Вільгельма Радзивілла. Від цього шлюбу у Гуго були дві зведені сестри та брат.
Родині належали замки Хаасберг, Лойч, Ґонобіц, Вагенсберг, Шляттенег та Хьорнберг.
  

1 січня 1877 принц Гуго отримав чин лейтенанта запасу. А у 1882 році брав участь у військовій операції в Герцоговині щодо придушення селянського повстання. 1 травня 1883 — став обер-лейтенантом запасу.

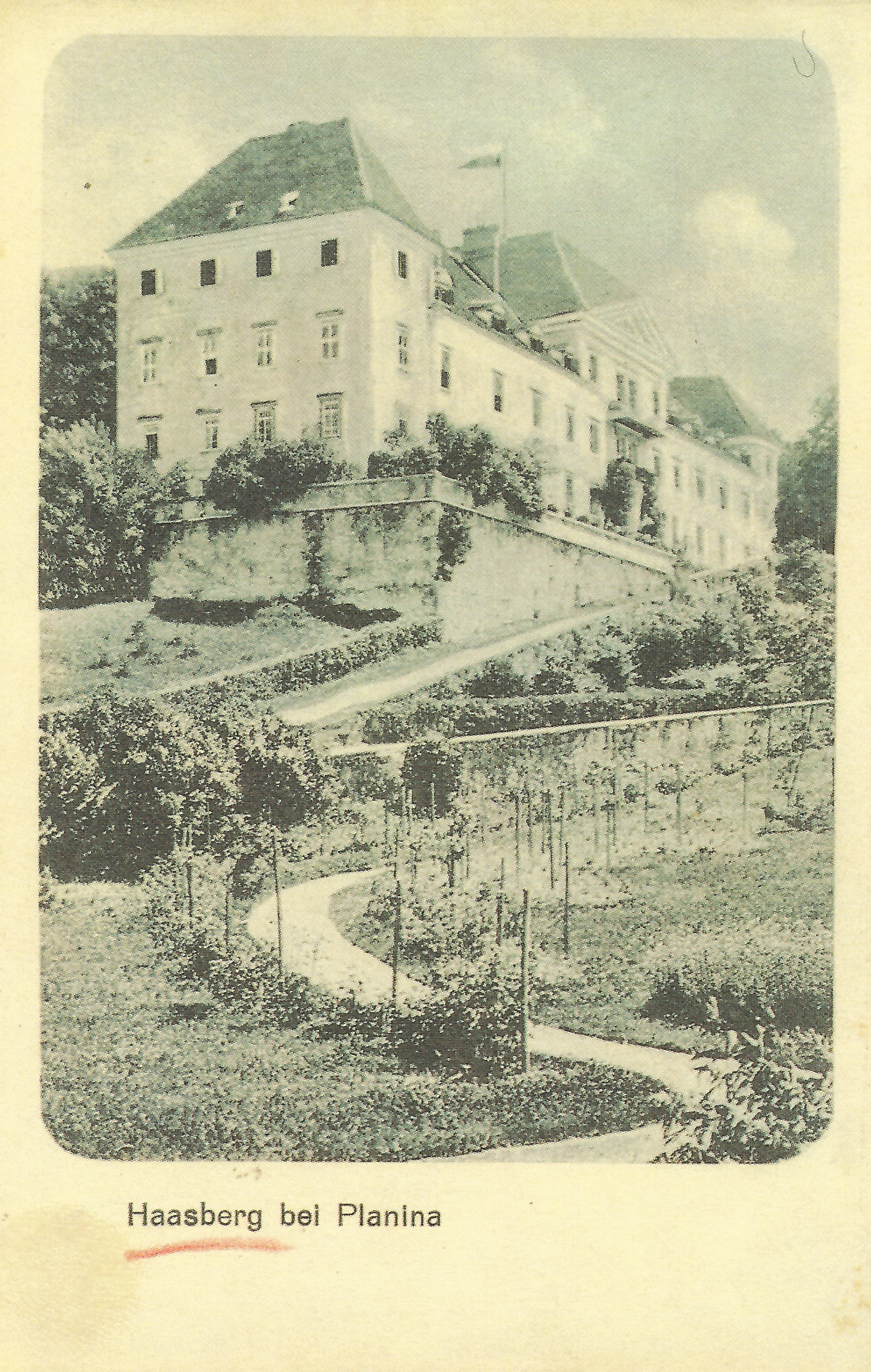
Замок Хаасберг

У віці 30 років Гуго взяв шлюб із 19-річною принцесою Крістіною Ауерсперзькою. Весілля відбулося 16 травня 1885 року у Відні. У подружжя народилося одинадцятеро дітей
Невдовзі після свого 50-го дня народження Гуго став третім князем цу Віндіш-Грец та власником всіх родинних маєтків.
Оскільки принц вивчав право, йому вдалося зробити успішну кар'єру на австрійській цивільній службі. У 1912 році він був обраний депутатом до регіональних Земських зборів.
У 1914 отримав чин майора запасу, а 20 грудня 1916 став оберст-лейтенантом запасу.
Гуго пішов з життя у своєму замку Хаасберг у Крайні, що на той час знаходився на території новоствореного Королівства Сербів, Хорватів і Словенців, 15 травня 1920 року. Дружина пережила його більш, ніж на сорок років.

## Родина
Дружина — Крістіна Ауерсперзька
Діти:
- Луїза (1886—1976) — дружина графа Джованні Ческі а Санта Кроче, мала семеро дітей;
- Гуго (1887—1959) — 4-й князь Віндіш-Грецький, був одруженим з Леонтіною Фюрстенберзькою, мав четверо дітей;
- Єлизавета (1889—1983) — була одружена з Леоне Роза;
- Альфред (1890—1972) — був одруженим з Марією Ізабеллою Гогенлое-Лангенбурзькою, мав трьох дітей;
- Едуард (1891—1976) — був одруженим з Александрою Ізенбурзькою, мав четверо доньок;
- Ольга (1893—1987) — була двічі одружена;
- Вільгельміна (1895—1989) — дружина барона Леонідаса Економо ді Сан Серф, мала четверо дітей;
- Франц (1896—1968) — був одруженим з Дезіре фон Вагнер-Латур Едль фон Турмбург;
- Габріела (1898—1992) — дружина принца Йоганна Гогенлое-Шиллінгсфюрста, дітей не мала;
- Готліб (1899—1945) — загинув у Трієсті, одруженим не був;
- Марія Антуанетта (1911—2002) — дружина графа Джироламо ді Босдарі, дітей не мала.